# Lycée Jean-Baptiste Say
Lycée Jean-Baptiste Say o Escuela de secundaria Jean-Baptiste Say es una escuela pública francesa construida en 1895, que funciona como colegio y liceo, además de ofrecer clases preparatorias. Está ubicado en el XVI Distrito de París y lleva el nombre del economista clásico francés Jean-Baptiste Say (1767–1832). A menudo se lo conoce como JBS y sus estudiantes como "Sayens".
Fue nombrado mejor liceo público de Francia por el periódico Le Monde por delante del Lycée Henri IV.

## Alumnos notables
- Jeanne Barseghian, una jurista y política francesa
- Pierre Bézier, un ingeniero francés
- Émile Henry, un anarquista franco-español responsable de dos atentados con bomba
- Jean-François Revel, un filósofo, escritor, periodista, gastrónomo